# Одеський театрально-художній фаховий коледж
Одеський театрально-художній фаховий коледж  (Одеське театрально-художнє училище) — універсальний мистецький навчальний заклад України.

## Історія
Одеське театрально-художнє училище з'явилося на освітній карті півдня України в грудні 1920 року як Перша державна студія при Губполітпросвіті з двома відділеннями: драматичним і балетним. У 1923 році вона була перетворена на Одеський театральний технікум.
В 1924 році театральний технікум був об'єднани' з музичним училищем та Одеською консерваторією в комплекс  Одеський музично-драматичний інститут + музично-драматичний технікум, який  з 1927 року отримав назву: Одеський музично-драматичний інститут імені Л. Бетховена.
У 1934 році в результаті реорганізація були відновлені самостійні заклади освіти: Одеське  театральне училище, Одеська державна консертаторія та Одеське музичне училище.
В 1952 році училище було перетворено на Одеське театральне художньо-технічне училище, яке стало готувати не лише акторів та режисерів, але й художників театру й кіно, бутафорів, гримерів тощо.
Випускниками училища були відомі актори, режисери, театральні діячі України, Росії та колишнього СРСР: народна артистка СРСР Дарієнко Д. Т.,  народний артист СРСР В. Самойлов, народний артист СРСР К. Штирбул, народний артист України Л. Осика, народний артист РРФСР Б. Іванов, народний артист Латвійської РСР А. Кац  та інші. Училище також подарувало театральному світу чудових художників-постановників — заслуженого художника України М. Вилкуна, народного художника Росії, лауреата премії Ленінського комсомолу О. Шейнциса..
В 1980-х роках училище стало називатися  театрально-художнім.
У 1997 році рішенням Уряду України на базі Одеського художнього училища імені М. Б. Грекова, Одеського театрально-художнього училища та частково Одеського культурно-освітнього училища було створено Одеське художньо-театральне училище ім. М. Б. Грекова.
У 2007 року було відновлено Одеське театрально-художнє училище, яке готує молодших спеціалістів з базовою вищою освітою по спеціальностями: гримери художники; модельєри-художники театру і кіно; художники-постановники; художники-майстри театральної і кіноляльки; художники по світлу; звукорежисери; режисери народних театрів, театральних свят і обрядів; режисери — керівники аматорських кіно-фото-відеостудій. В училищі проводиться підготовка акторів для професійних театрів півдня України.
З 2020 року має назву Одеський театрально-художній фаховий коледж.

## Спеціалізації і відділення
В даний час Одеський театрально-художній фаховий коледж навчає студентів за освітніми програмами:
- Видовищно-театралізовані заходи (режисура);
- Кіно-фото-відео справа;
- Акторська майстерність;
- Художнє оформлення видовищно-театралізованих заходів;
- Художньо-бутафорне оформлення театрально-видовищних заходів та лялькових вистав;
- Художньо-гримерне оформлення театрально-видовищних заходів;
- Художньо-костюмерне оформлення театрально-видовищних заходів;
- Світлотехнічне забезпечення театрально-видовищних заходів;
- Звукове оформлення театрально-видовищних заходів.[3]

## Видатні викладачі
В різні часи в Одеському театрально-художньому училищі викладали А. Антонюк, Б. Варнеке, В. Василько, В. Голубовська, Є. Давидова, М. Івницький, О. Коваль, Б. Лоренцо, Л. Мацієвська, М. Ошеровський, В.Сосновський, К. Стамеров та інші.

## Відомі випускники
- Жадушкіна Галина Володимирівна (1948) — заслужена артистка УРСР;
- Константинов Костянтин Тимофійович (1915—2003) — молдавський і радянський актор театру і кіно, народний артист Молдавської РСР;
- Наумов Анатолій Михайлович (1945) — художник-постановник Одеської кіностудії;
- Остапенко Василь Макарович (1937—2012) — театральний художник, заслужений працівник культури України;
- Розсоха Леонід Семенович (1942—2010) — український художник;
- Савченко Борис Іванович (1939) — актор, кінорежисер, народний артист України;
- Сова Андрій Корнійович (1912—1994) — радянський і український комедійний актор, народний артист УРСР, випускник училища 1938 року та інші.